# Línea 2 (Metrovalencia)
La Línea 2 del metro de Valencia es un servicio de ferrocarril metropolitano integrado en la red de Metrovalencia. Su trazado conecta la ciudad de Valencia con los municipios de su alrededor, desde Liria y Paterna hasta Torrente. Cuenta con 34 estaciones —11 de ellas subterráneas— repartidas a lo largo de 40 kilómetros.
Adquirió su denominación actual en marzo de 2015, como consecuencia de un plan para la reorganización de la red. Hasta entonces, la mayor parte de su trazado formaba parte de un ramal de la línea 1. Tras esta escisión, el tramo entre Llíria-Empalme pasó a formar parte exclusivamente de la línea 2, mientras que el ramal a Torrent Avinguda pasó a ser explotado por las líneas 2 y 7.

## Historia
El origen de la línea proviene de las antiguas líneas del trenet que conectaban las estaciones: Valencia-Pont de Fusta con Liria (Zona norte) y Valencia-Jesús hasta Torrente (Zona sur). El antiguo trazado del trenet de la línea de Llíria junto con la línea de Bétera discurrían desde la estación de Empalme donde ambas líneas se unían hasta la estación de Pont de Fusta, utilizando la misma plataforma que a día de hoy es utilizada para la línea 4 del tranvía atravesando los distritos de Benicalap y Marchalenes. Los viajeros procedentes de Llíria y Bétera pueden llegar a la estación de Pont de Fusta haciendo transbordo gratuito con la línea 4 de Metrovalencia en la estación de Empalme. En cambio el antiguo trazado del trenet de la línea de Torrente discurría en superficie por el mismo trazado que a día de hoy circula en subterráneo el metro desde la (estación de Sant Isidre) hasta la antigua estación de Jesús. 
Inicialmente los ramales de Bétera y Llíria se gestionaban conjuntamente. Sin embargo, a partir de la construcción del túnel pasante bajo Valencia entre Empalme y Sant Isidre en 1988, se decidió gestionarlos de forma independiente. El ramal a Llíria pasó a ser conocido como la línea 2, identificada con el color verde. Posteriormente, en 1998, se decidió volver a explotar ambos ramales de nuevo como una única línea.
En noviembre de 2014 Metrovalencia anunció una remodelación de toda la red que entraría en vigor en marzo de 2015. Estos cambios implicaban la reapertura de la antigua línea 2, eligiéndose para este caso el color rosa, ya que el antiguo color verde estaba siendo utilizado por la línea 5.
Desde el día 30 de octubre hasta el 2 de diciembre de 2024, a consecuencia de las graves inundaciones acontecidas en la provincia de Valencia, el servicio fue suspendido en la totalidad de la línea.
El 3 de diciembre de 2024, reabrió el tramo Paterna-Plaza de España.
El 24 de diciembre se reanudó el servicio entre las estaciones de Plaza de España y Llíria, y se inauguró la duplicación de vía en un tramo de 1.550 km, en el Polígono Fuente del Jarro y un nuevo apeadero denominado Font del Barranc.
El 18 de febrero de 2025, reabrió el tramo Plaza de España-València Sud. El 27 de junio de 2025 reabrió el tramo más afectado por la dana, entre València Sud, Paiporta y Torrent Avinguda.

### Antigua línea T2
Antes de la remodelación de la red de 2015, el número de línea 2 estaba reservado para el proyecto de tranvía que por aquel entonces aún se encontraba en construcción, rotulado bajo la nomenclatura de «línea T2». Finalmente se decidió nombrar a este servicio como línea 10 (Metrovalencia) de Metrovalencia. El 17 de mayo de 2022 se inauguró el tramo comprendido entre la calle Alicante y Nazaret.

## Correspondencias
La línea  conecta con:
- Línea  de Empalme a Torrent.
- Línea  en la estación de Àngel Guimerà.
- Línea  en la estación de Empalme.
- Línea  en la estación de Àngel Guimerà.
- Línea  de Jesús a Torrent Avinguda
- Línea  en la estación de Àngel Guimerà.
- Línea   conecta a través de una pasarela peatonal Valencia-Sant Isidre-Sant Isidre
- MD conecta a través de una pasarela peatonal Valencia-Joaquín Sorolla-Jesús
- LD conecta a través de una pasarela peatonal Valencia-Joaquín Sorolla-Jesús

## Lugares a los que la línea da servicio
- Polígono Industrial Fuente del Jarro (estaciones Fuente del Jarro y Font del Barranc)
- Palacio de Congresos de Valencia (estaciones de Beniferri y Empalme),
- Centro comercial Nuevo Centro y estación central de Autobuses (estación de Túria).
- Jefatura Superior de Policía y Biblioteca Pública General (estación de Àngel Guimerà).
- Jefatura Central de Tráfico y Estación de Alta Velocidad (estación de Jesús).
- Hospital Doctor Peset Aleixandre (estaciones de Safranar y Patraix).
- Línea C-3 de Cercanías afectada por las obras del AVE (estación de San Isidro).

## Estaciones

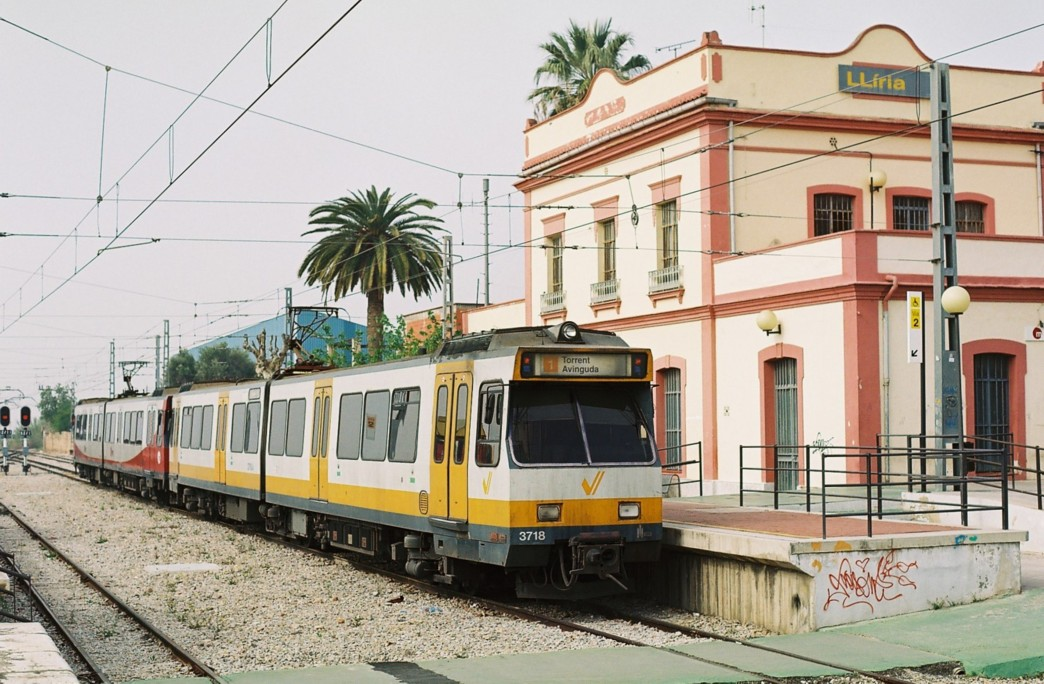
Llíria.
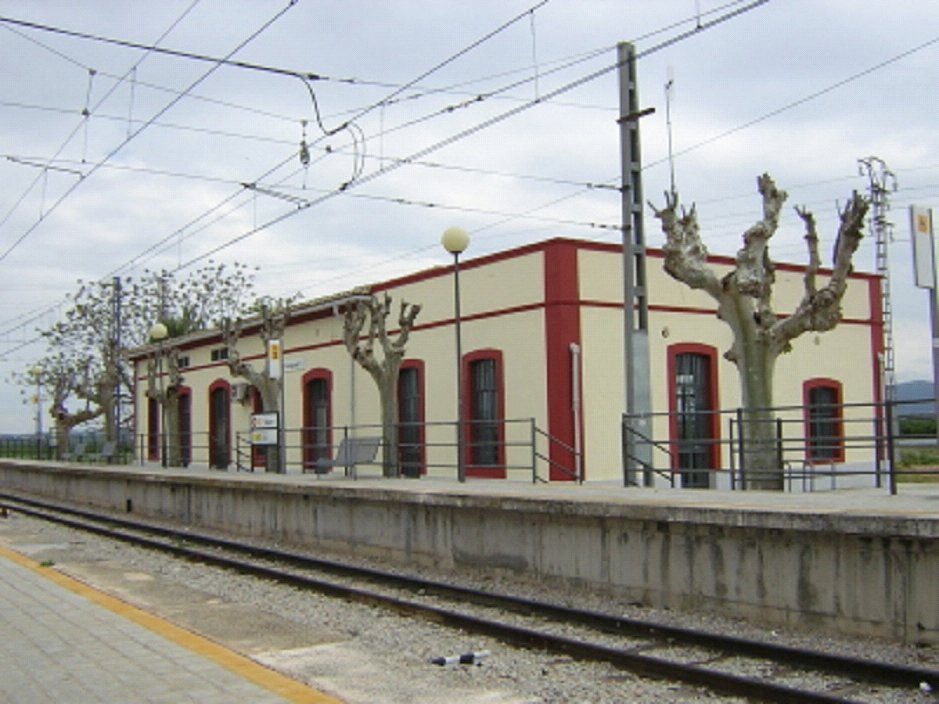
Benaguasil.
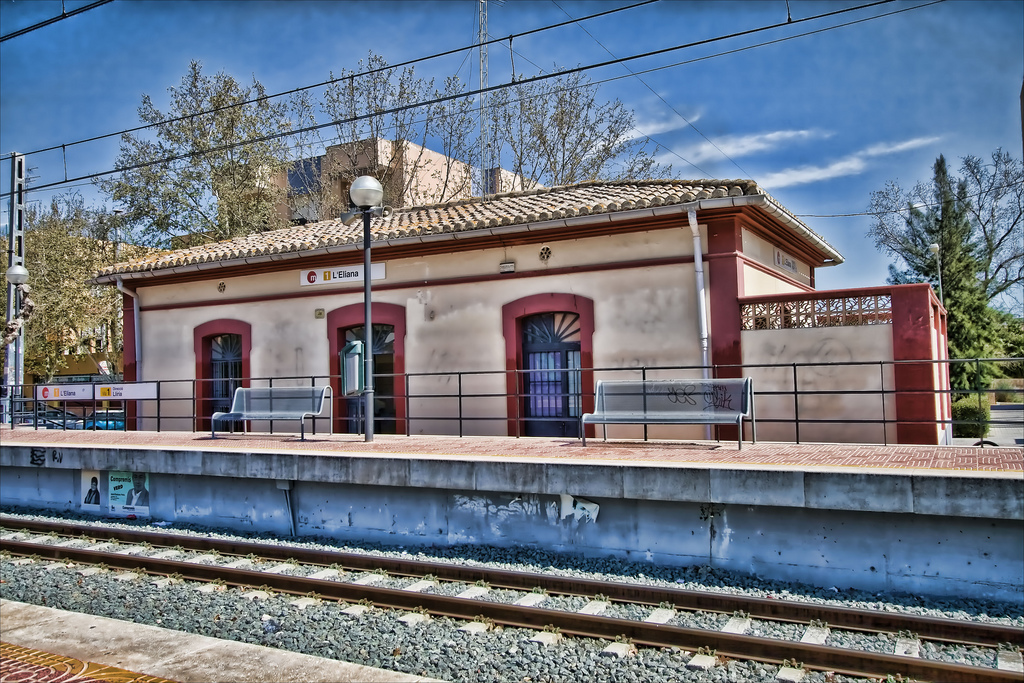
L'Eliana.
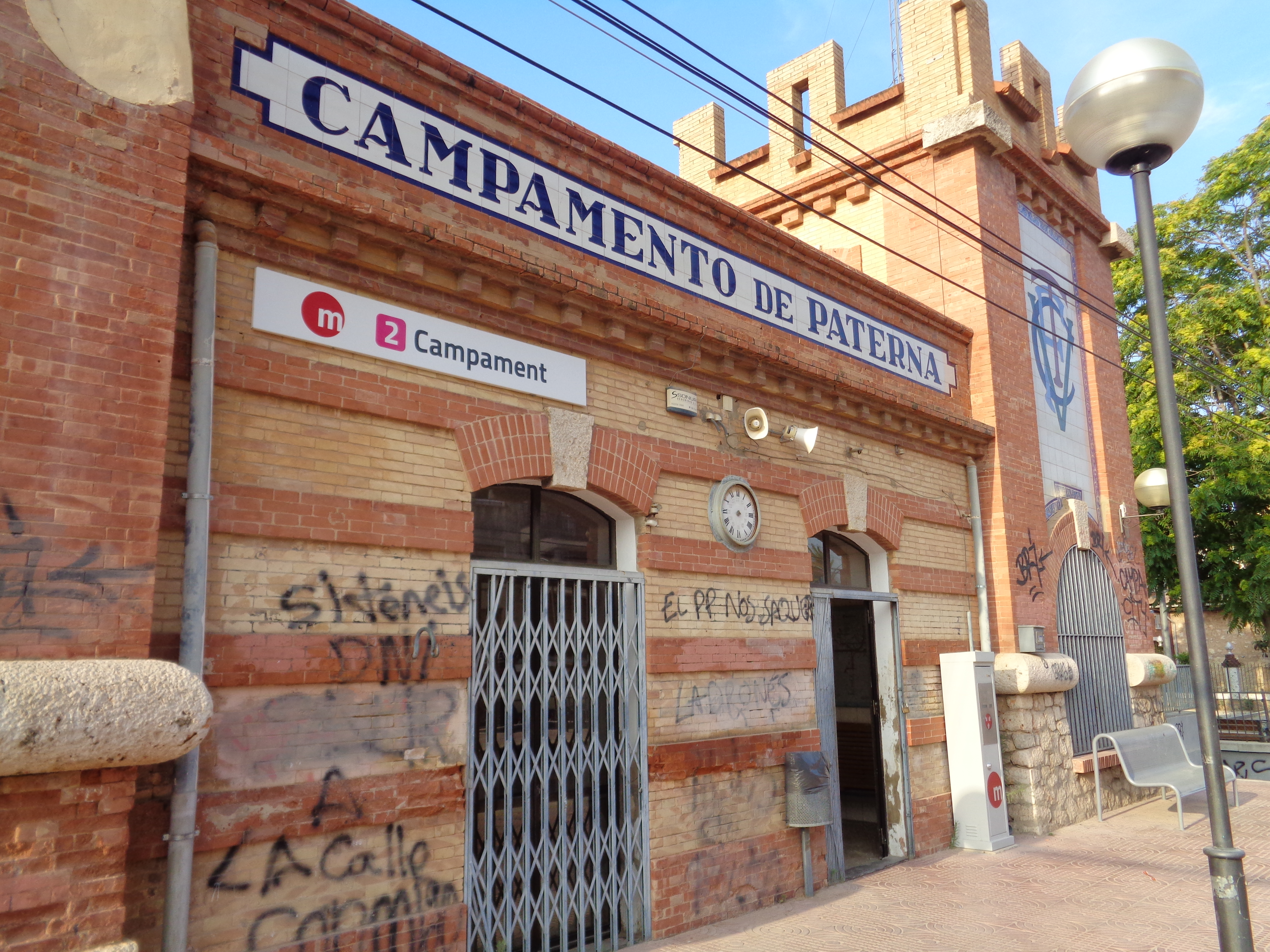
Campament.
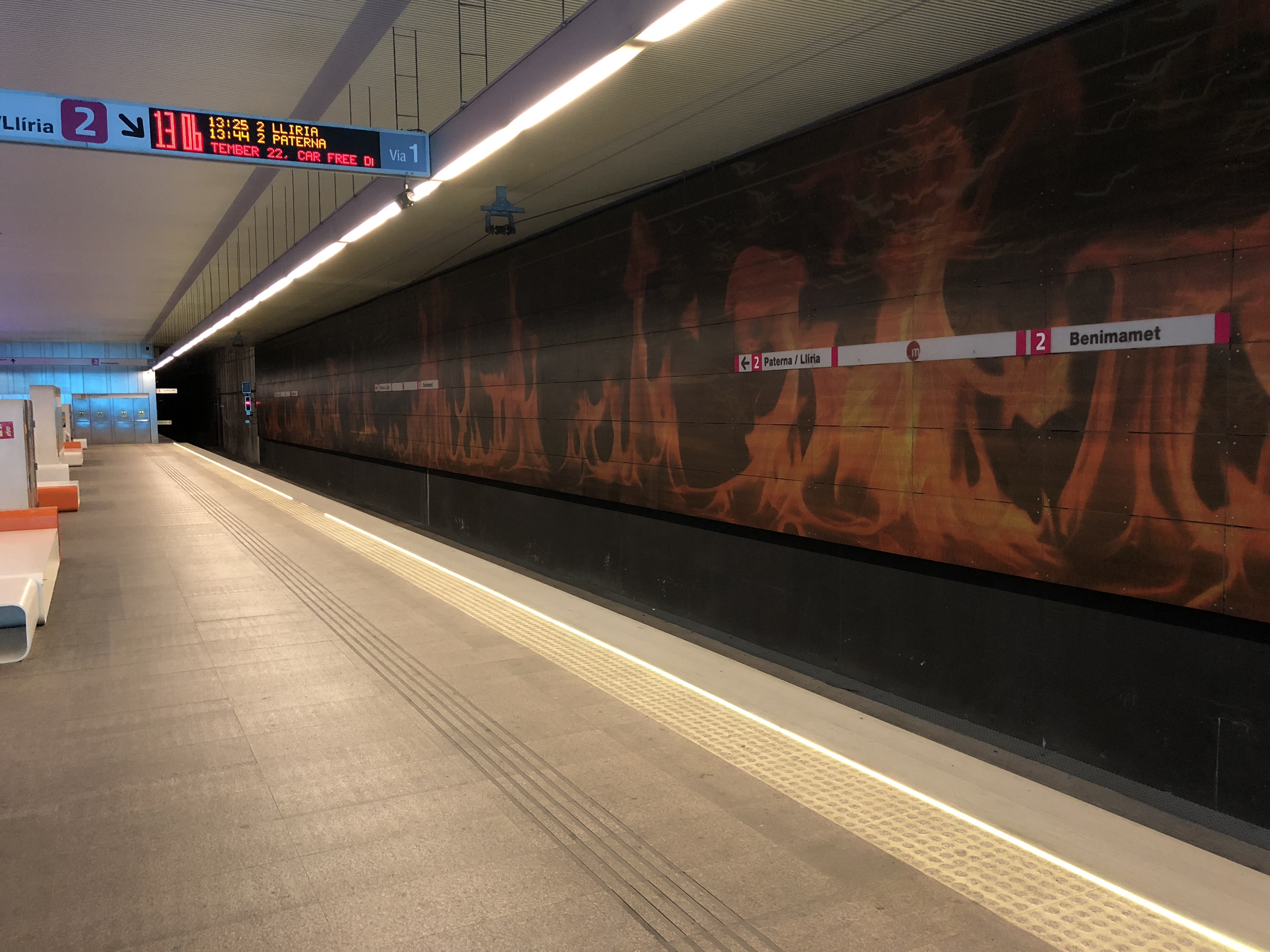
Benimàmet.
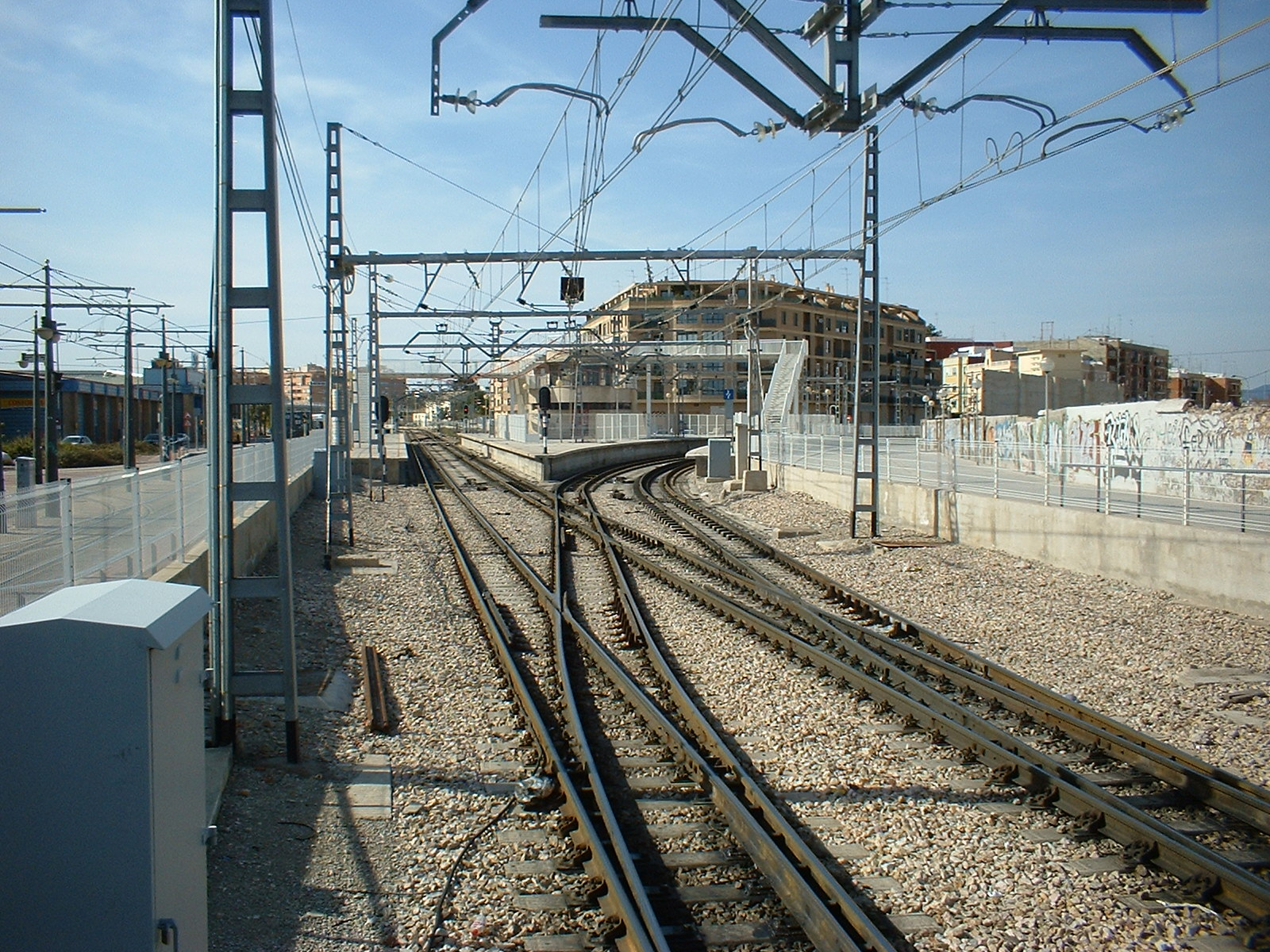
Empalme.
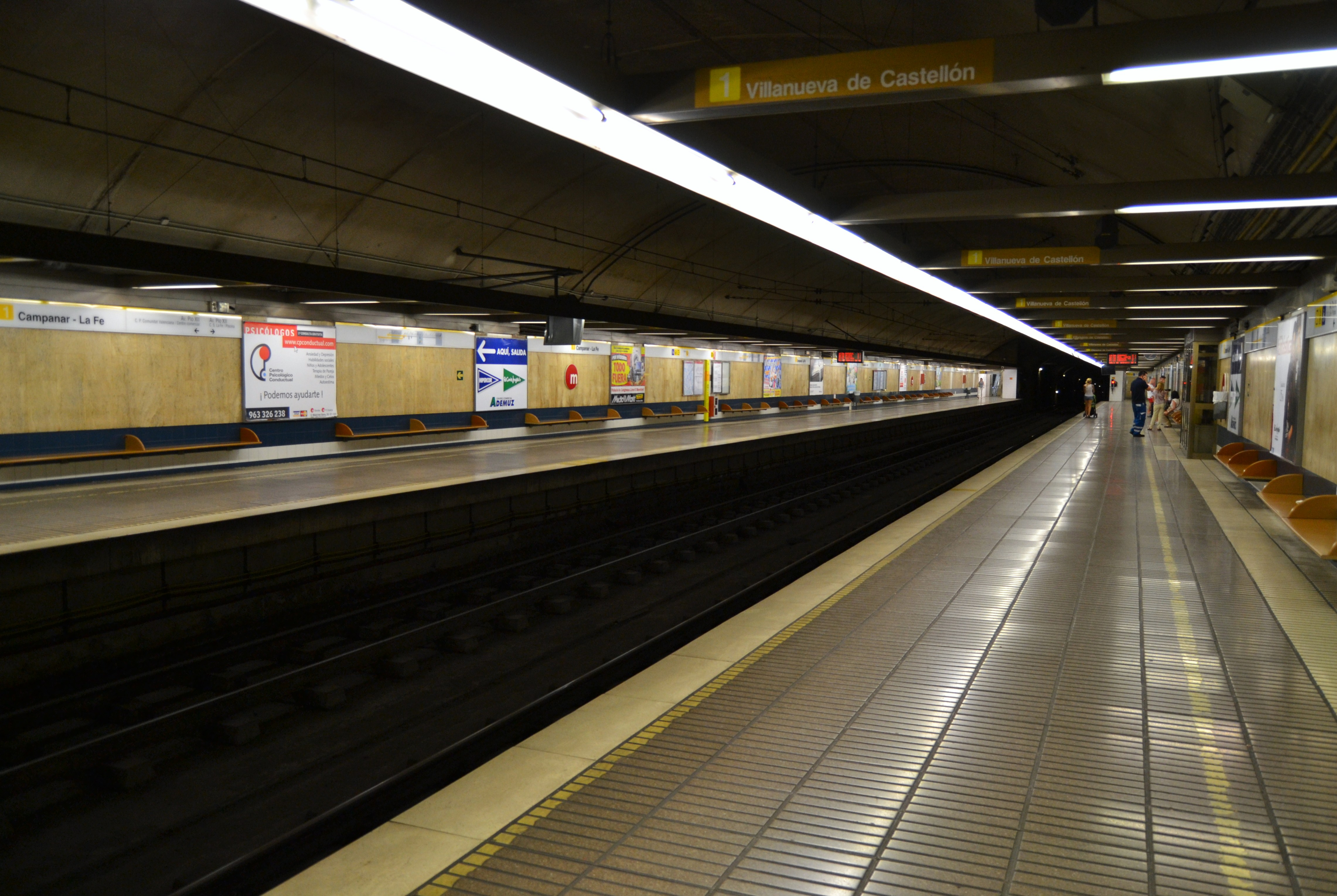
Campanar.
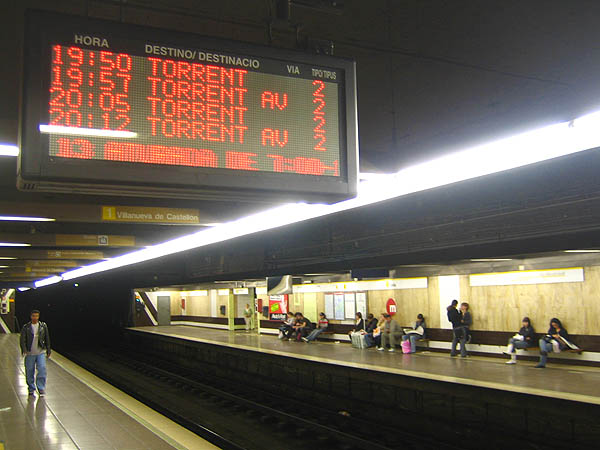
Túria.
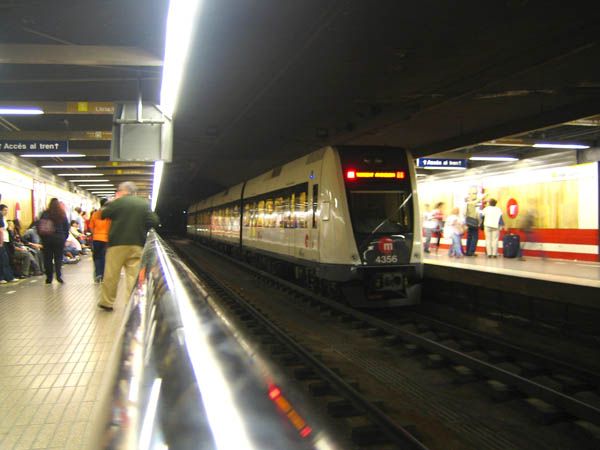
Àngel Guimerà.
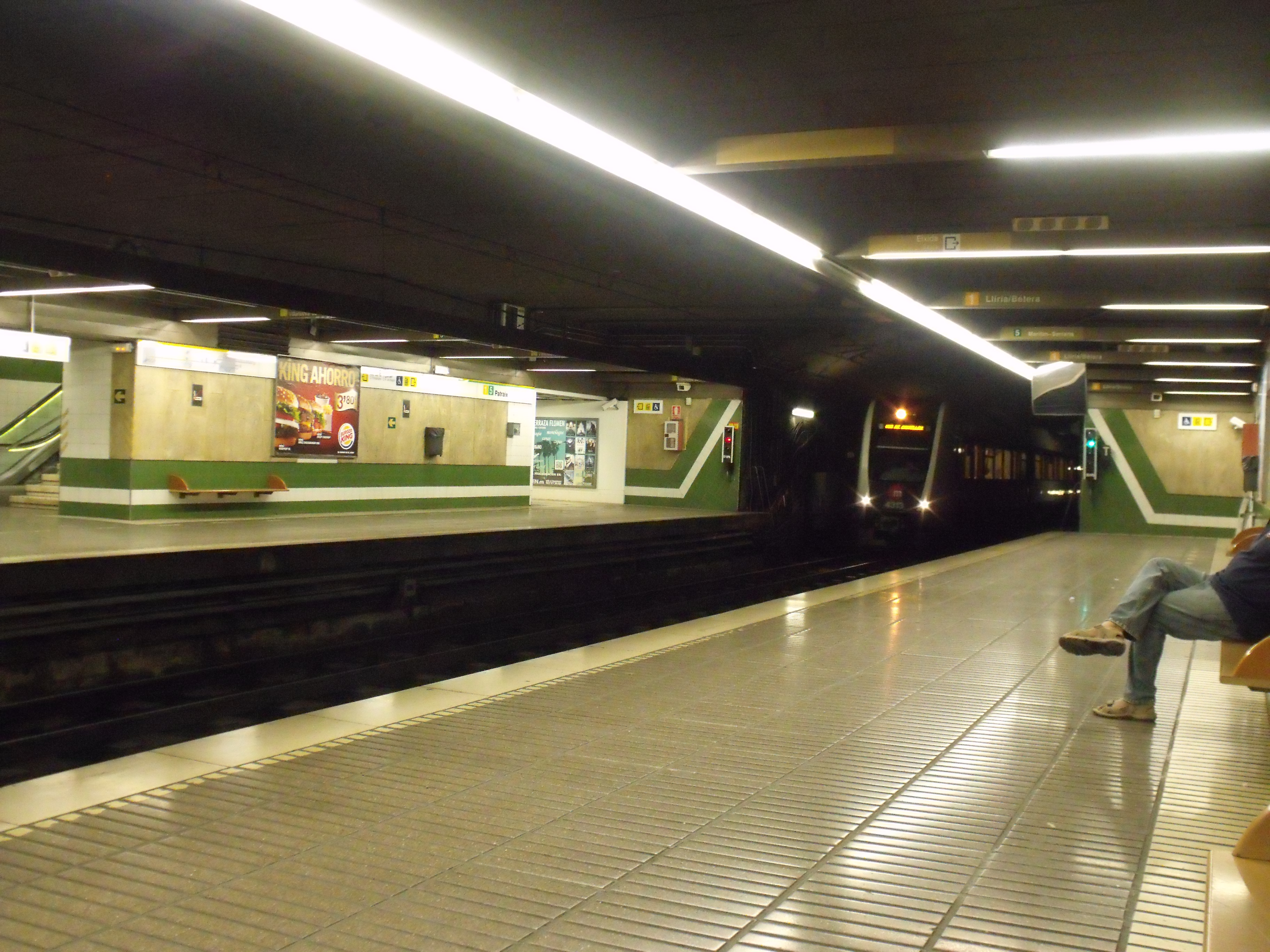
Patraix.
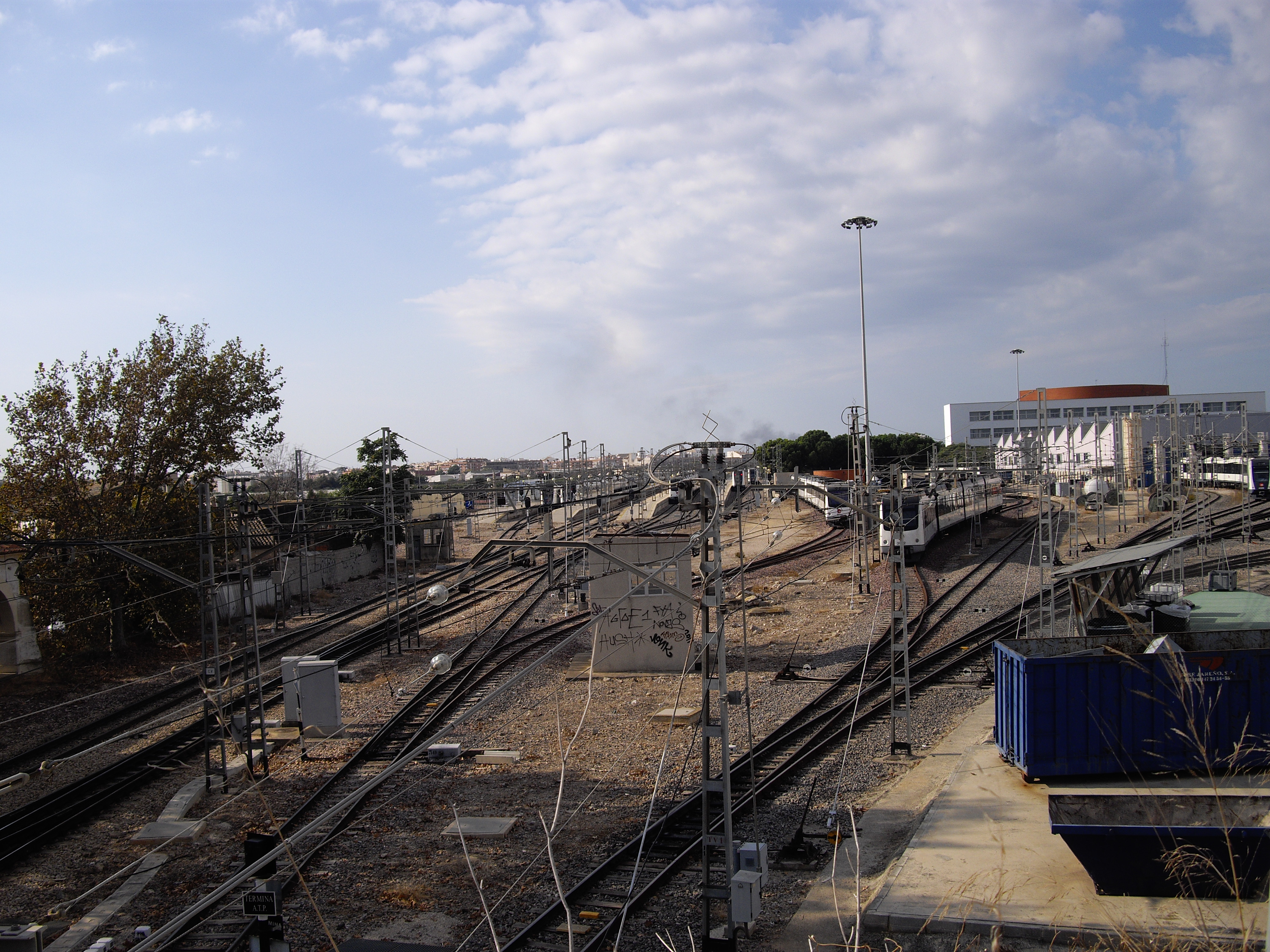
València-Sud.
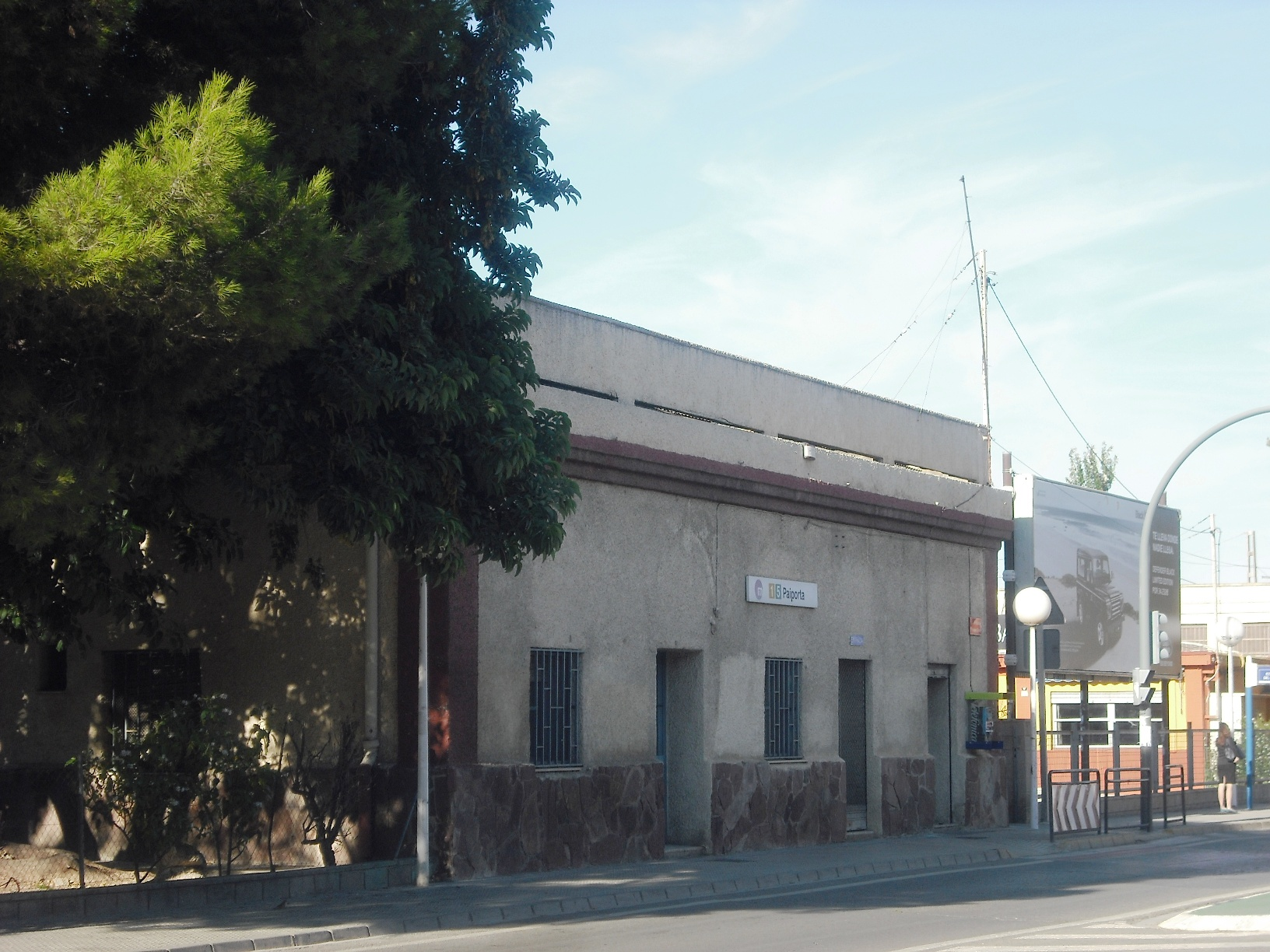
Paiporta.
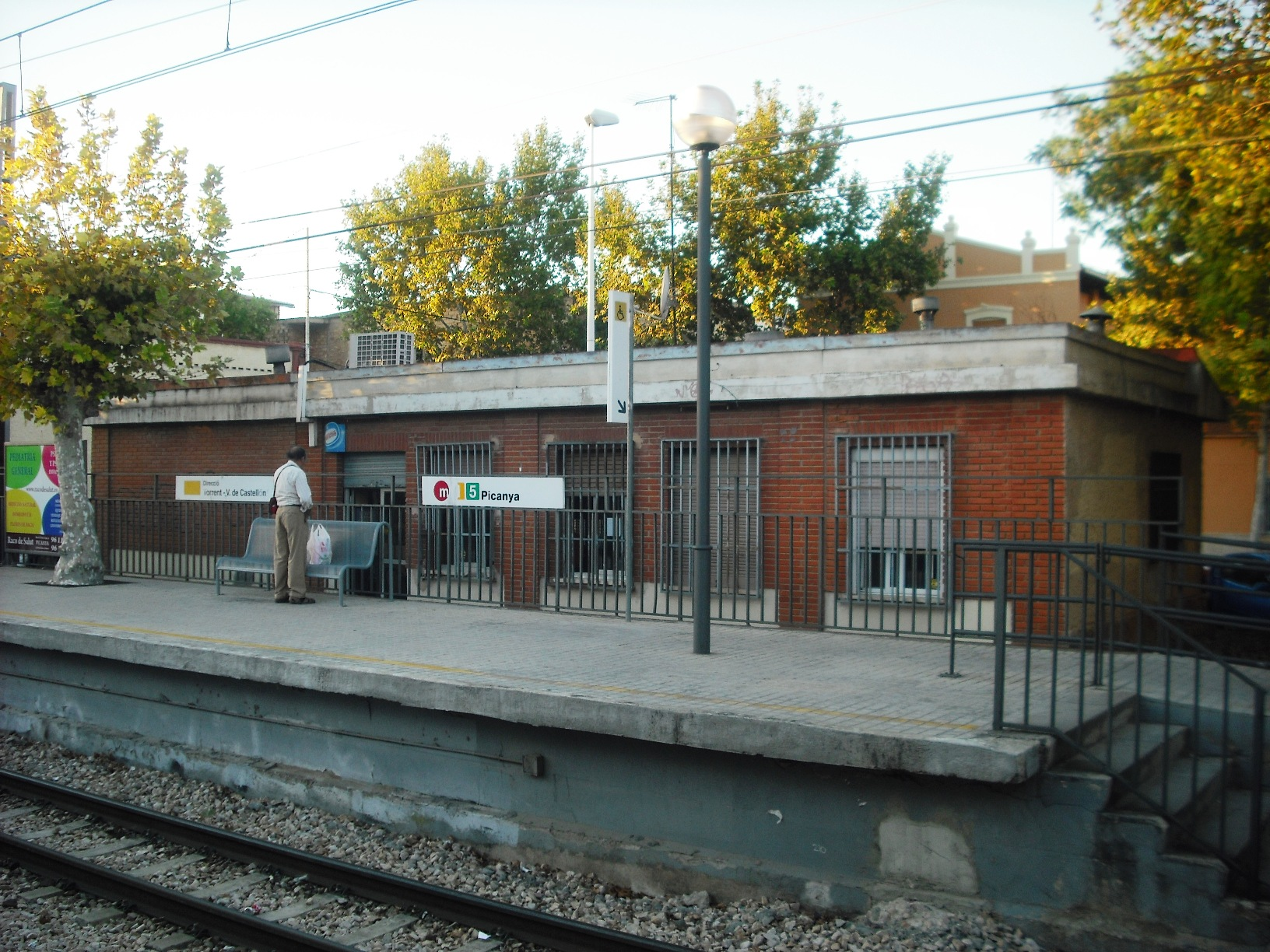
Picanya.